# Stempellinella flavidula
Stempellinella flavidula är en tvåvingeart som först beskrevs av Edwards 1929.  Stempellinella flavidula ingår i släktet Stempellinella och familjen fjädermyggor. Arten har ej påträffats i Sverige. Inga underarter finns listade i Catalogue of Life.